# Todd Chavez
Todd Chavez (ur. 15 kwietnia 1991) – fikcyjna postać z animowanego serialu BoJack Horseman stworzonego przez Raphaela Bob-Waksberga. Głosu w wersji oryginalnej użyczył mu Aaron Paul, a w polskiej wersji dubbingowej Maciej Nawrocki.

## Biografia
Todd Chavez urodził się 15 kwietnia 1991 roku. W okolicach 2000 roku był skaterem i obiektem uczuć swojej koleżanki ze szkoły, Emily. Był przyjaznym i sympatycznym próżniakiem, który trafił do domu BoJacka gdzie zamieszkał pięć lat przed rozpoczęciem serialu. Chociaż BoJack nieustannie wyraża dla niego pogardę, potajemnie troszczy się o Todda, i wspiera go finansowo. Todd posiada mnóstwo umiejętności, w tym rozumie japoński; jest przedsiębiorcą oraz pisze i komponuje własne opery rockowe. 
Todd często wpada w absurdalne i niebezpieczne sytuacje, takie jak kilkukrotne wdawanie się w bójki z bronią w ręku, wylądowanie w więzieniu, a w jednym przypadku zamiana miejscami z księciem i dyktatorem fikcyjnego państwa Cordovia. Todd przyjaźni się też z Peanutbutterem, przyjaźń ta dała mu różne prace w firmie Peanutbuttera. Chavez zawsze stara się zobaczyć to, co najlepsze w BoJacku, pomimo jego wielu problemów, aż do odcinka „To ty!” w trzecim sezonie, gdzie w końcu kłóci się z nim i wytyka mu jego ciągłe błędy. Todd i Bojack nie rozmawiają ponownie aż do odcinka „Hura! Odcinek o Toddzie!” gdzie Bojack daje mu do zrozumienia, że jest dobrym przyjacielem.
Todd jest zwykle szczęśliwy, nawet gdy jest obrażany przez BoJacka. Niemal zawsze pokazuje się z charakterystyczną żółtą czapką. W finale trzeciego sezonu w odcinku „Udało się” okazuje się, że jest aseksualny. W sezonie 5 dostaje pracę w firmie produkującej zegarki, jednak pod koniec tego sezonu zostaje zwolniony.
W odcinku „To rola dla nerki” w szóstym sezonie oddaję jedną ze swoich nerek swojej mamie. Później zachodzi w związek z Maude, która również jest aseksualna, para szybko zamieszkuje razem. Godzi się z matką w odcinku „Angela”. Pod koniec serii Todd ponownie zaczyna się przyjaźnić z BoJackiem na weselu Princess Carolyn.